# Hüntel
Hüntel is een dorpje in de Duitse gemeente Meppen, deelstaat Nedersaksen, en telt volgens de website van de gemeente Meppen 281 inwoners (31-12-2020).
Hüntel is het meest noordelijke stadsdeel van Meppen en grenst aan de gemeente Haren (Ems).

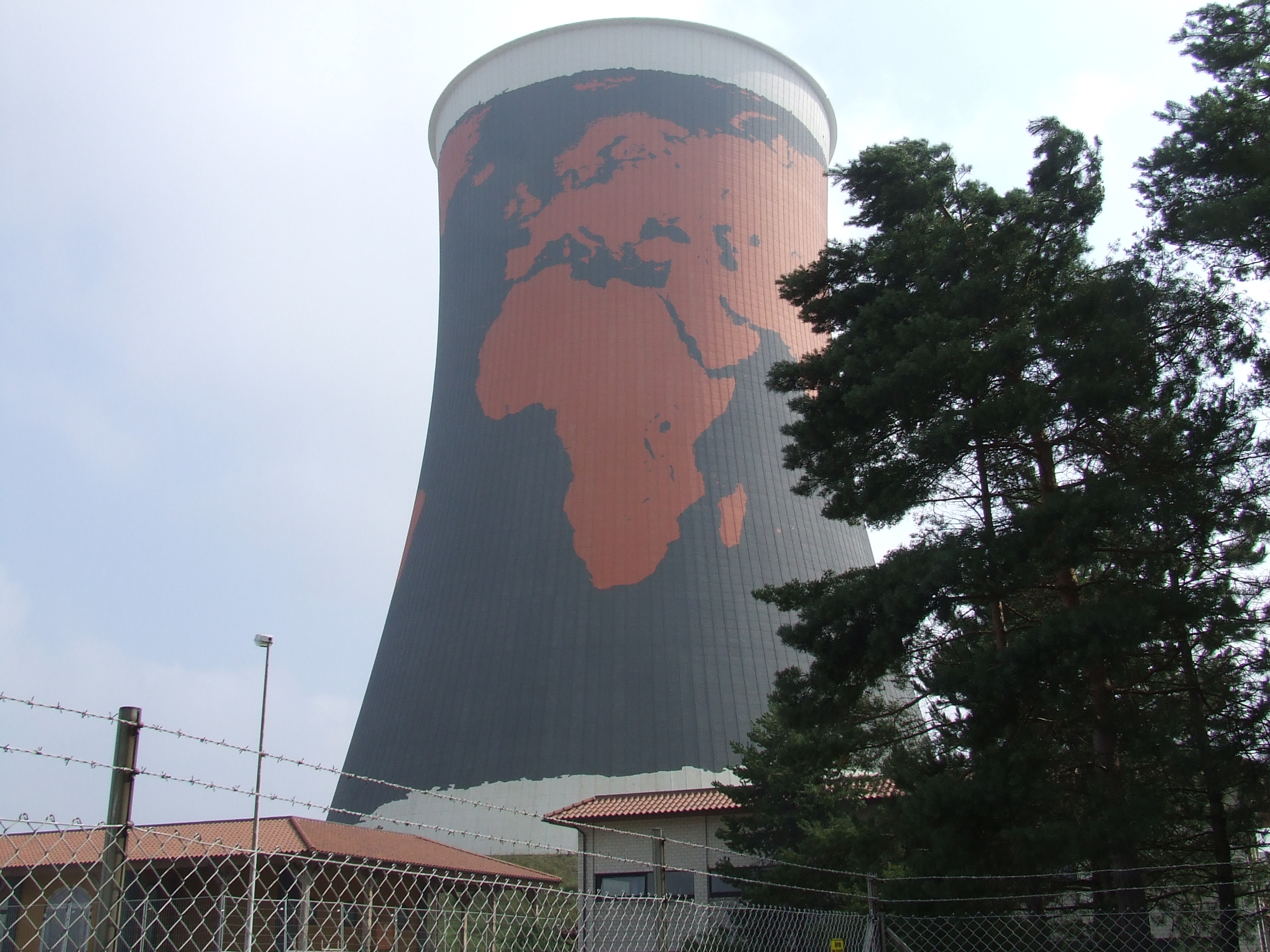
Koeltoren van de voormalige elektriciteitscentrale

Bij het dorpje, op het terrein van een voormalige elektriciteitscentrale, is een avonturenpark met de naam Funpark Meppen ingericht. Het richt zich vooral op tieners, jongvolwassenen en deelnemers aan bedrijfs- en teambuildings-uitstapjes. Men kan er karten op een daartoe aanwezig racecircuit. Verder kan men er in quads en andere off-the-road-voertuigen rijden, en aan paintball doen. Er is o.a. een hotel en een barbecuerestaurant aanwezig. Het park trekt veel bezoekers uit het oosten van Nederland. De koeltoren van de voormalige centrale is in 1994 door de Zwitser Christoph Rihs op zeer opvallende wijze beschilderd met een enorme wereldkaart, volgens velen de grootste geschilderde wereldkaart ter wereld.
In de omgeving van het dorpje is enig natuurgebied aanwezig (oeverlanden en ooibos langs de Eems).
Zie voor meer informatie ook de hierboven aangehaalde pagina op de website van de gemeente Meppen. Deze informatie, met name die over het industrieterrein, dateert echter grotendeels uit 2004 en is dus verouderd.
Hüntel ligt dicht bij de in 2007 aangelegde binnenhaven Eurohafen Emsland, die 42 hectare oppervlakte heeft en gedeeltelijk in de gemeente Haren (Ems) en gedeeltelijk op het territorium van Hüntel, gemeente Meppen ligt. Rondom deze binnenhaven, aan het eind van een 950 meter lang Stichkanal, is een nieuw bedrijventerrein ontstaan. Er is o.a. een grote veevoederfabriek gevestigd, alsmede enige bedrijven in bouwmaterialen.

## Weblink
- www.funpark-meppen.nl/ Website Funpark